# Mötet i Tälje 1439
Mötet i Tälje 1439 var en sammankomst av Sveriges riksråd som hölls i Tälje (Södertälje) för att diskutera och besluta om Sveriges angelägenheter. Det inleddes i september 1439 och avslutades samma månad.
Vid mötet som var en uppföljning av mötet i Stockholm i april 1439 då mötet förklarade kungens avsättningen av Karl Knutsson (Bonde) ogiltig, så uppsade detta möte 29 september 1439 konung Erik av Pommern tro och huldhet. Mötet diskuterade även att utse en ny kung, men man nöjde sig med att ge stöd till Karl Knutsson, till dess alla slott och borgar i Sverige var i händerna på pålitliga svenska män..